# Alphonse Steinès
Alphonse Steinès, né Johann Stenges le 25 août 1873 à Ahn, commune de Wormeldange au Luxembourg, et mort à Paris 17e le 22 janvier 1960, est un journaliste sportif français d'origine luxembourgeoise. Journaliste au Vélo, puis à L'Auto, Il a eu un rôle important dans l'organisation du Tour de France au début du XXe siècle, notamment en convainquant son directeur Henri Desgrange de rapprocher le parcours de la course des frontières du pays, et de passer par les cols des Alpes et des Pyrénées. Il fait partie de la promotion 2010 des Gloires du sport français.

## Biographie
Alphonse Steinès naît à Wormeldange au Luxembourg le 25 août 1873. De nationalité luxembourgeoise, il quitte à l'âge de 14 ans le Luxembourg pour Paris. Il y suit les cours du soir à l'École des arts et métiers pour devenir mécanicien. Il achète sa première bicyclette en 1889 et devient un « cycliste émérite ». Victor Breyer le fait adhérer au Sport vélocipédique parisien, et le fait entrer comme journaliste au Vélo, dont il est l'un des principaux rédacteurs de la rubrique cycliste. Steinès suit le cyclisme amateur et l'activité des sociétés cyclistes. Il prend part à l'organisation de Paris-Roubaix et d'autres courses dont le Vélo a la charge. Il devient président de l'Union des cyclistes de Paris en 1897.
Alphonse Steinès rejoint le principal concurrent du Vélo, L'Auto, où il dirige la rubrique des sociétés sportives. Il a une influence importante dans le tracé du Tour de France cycliste, créé par L'Auto en 1903. Il a parcouru la France en allant à la rencontre des correspondants du journal et a « reconnu les 48 cols répertoriés des Alpes françaises, suisses et italiennes afin de tester les réactions des nouveaux freins d'une automobile ». Il acquiert la conviction qu'une épreuve cycliste peut passer ces reliefs, et que le Tour de France doit y passer afin de se rapprocher des frontières du pays. Il parvient à emporter l'adhésion d'Henri Desgrange, directeur du Tour.
Ainsi en 1905, un premier passage réussi dans les contreforts des Alpes, lors de l'étape entre Grenoble et Gap, suscite l'enthousiasme de Desgrange. Deux ans plus tard, le col de Porte est franchi par le Tour. Desgrange est impressionné. Cependant, alors que ce dernier pense avoir atteint les limites de l'effort humain avec cette difficulté, Steinès souhaite répondre à l'appétit du public et ajouter des difficultés au Tour de France. Il convainc Desgrange, réticent, de faire passer le Tour par les Pyrénées. Ce n'est qu'à titre d'essai que cette chaîne de montagne apparaît au parcours du Tour de France 1910. Le Portet-d'Aspet puis les cols de Peyresourde, Aspin, Tourmalet et Aubisque sont ainsi franchis lors d'une étape remportée par le vainqueur final Octave Lapize. Celui-ci s'adressant en cours d'étape à Victor Breyer déclare : « Il y a que vous êtes des criminels ! Vous entendez ? Dites le de ma part à Desgrange. On ne demande pas à des hommes de faire un effort pareil! ». En 1911, le parcours du Tour de France passe à la fois par les Alpes et les Pyrénées, et comprend notamment le col du Galibier. Alphonse Steinès, en poussant Desgrange à conquérir la haute montagne, a ainsi permis au Tour d'atteindre la forme qui marquera les foules par sa démesure dans les décennies qui suivront.